# Mellbytjärnet
Mellbytjärnet är en sjö i Åmåls kommun i Dalsland och ingår i Göta älvs huvudavrinningsområde. Sjön har en area på 0,0837 kvadratkilometer och ligger 89,6 meter över havet.

## Delavrinningsområde
Mellbytjärnet ingår i det delavrinningsområde (653721-130700) som SMHI kallar för Utloppet av Djup. Medelhöjden är 108 meter över havet och ytan är 11,28 kvadratkilometer. Det finns inga avrinningsområden uppströms utan avrinningsområdet är högsta punkten. Vattendraget som avvattnar avrinningsområdet har biflödesordning 3, vilket innebär att vattnet flödar genom totalt 3 vattendrag innan det når havet efter 175 kilometer. Avrinningsområdet består mestadels av skog (76 procent). Avrinningsområdet har 2,68 kvadratkilometer vattenytor vilket ger det en sjöprocent på 23,7 procent.